# Вилдау
Вилдау (њем. Wildau) општина је у њемачкој савезној држави Бранденбург. Једно је од 37 општинских средишта округа Даме-Шпревалд. Према процјени из 2010. у општини је живјело 9.911 становника. Посједује регионалну шифру (AGS) 12061540.

## Географски и демографски подаци
Вилдау се налази у савезној држави Бранденбург у округу Даме-Шпревалд. Општина се налази на надморској висини од 45 метара. Површина општине износи 9,1 km². У самом мјесту је, према процјени из 2010. године, живјело 9.911 становника. Просјечна густина становништва износи 1.089 становника/km².

## Међународна сарадња
| Мјесто | Држава | Врста сарадње | Од    |
| ------ | ------ | ------------- | ----- |
|        | Пољска | партнерство   | 1995. |
| Извор  |        |               |       |